# 清华大学精密仪器系
清华大学精密仪器系，简称精仪系，是清华大学较早成立的系科之一。主要研究精密仪器、光学工程、机械设计、机械制造等领域。

## 历史
1932年夏，清华大学成立工学院机械工程学系，下设三个学科组，其中机械制造工程组由于条件限制到1936年才正式建立。
1952年，全国高等学校院系调整，北京大学和燕京大学的机械工程学系并入清华大学机械工程学系，并分为机械制造系和动力机械系。1958年机械制造系增设精密仪器制造专业。
1960年，机械制造系分为精密仪器及机械制造系和冶金系。精密仪器及机械制造系以冷加工和精密仪器专业为主，并先后改称精密仪器系（1971年）、精密仪器与机械学系（1984年）。
1996年，精密仪器与机械学系参与组建清华大学机械工程学院。
2012年12月，精密仪器与机械学系中机械工程学科拆出进入新的机械工程系，原有仪器与光学学科建立新的精密仪器系。

## 机构
- 仪器科学与技术研究所
- 设计工程研究所
- 光电工程研究所
- 制造工程研究所
- 摩擦学研究所

## 校友
- 龐眾望[3]